# Conde de Holland

Brasão de Rich: Gules, um chevron entre três cruzes botonée ou

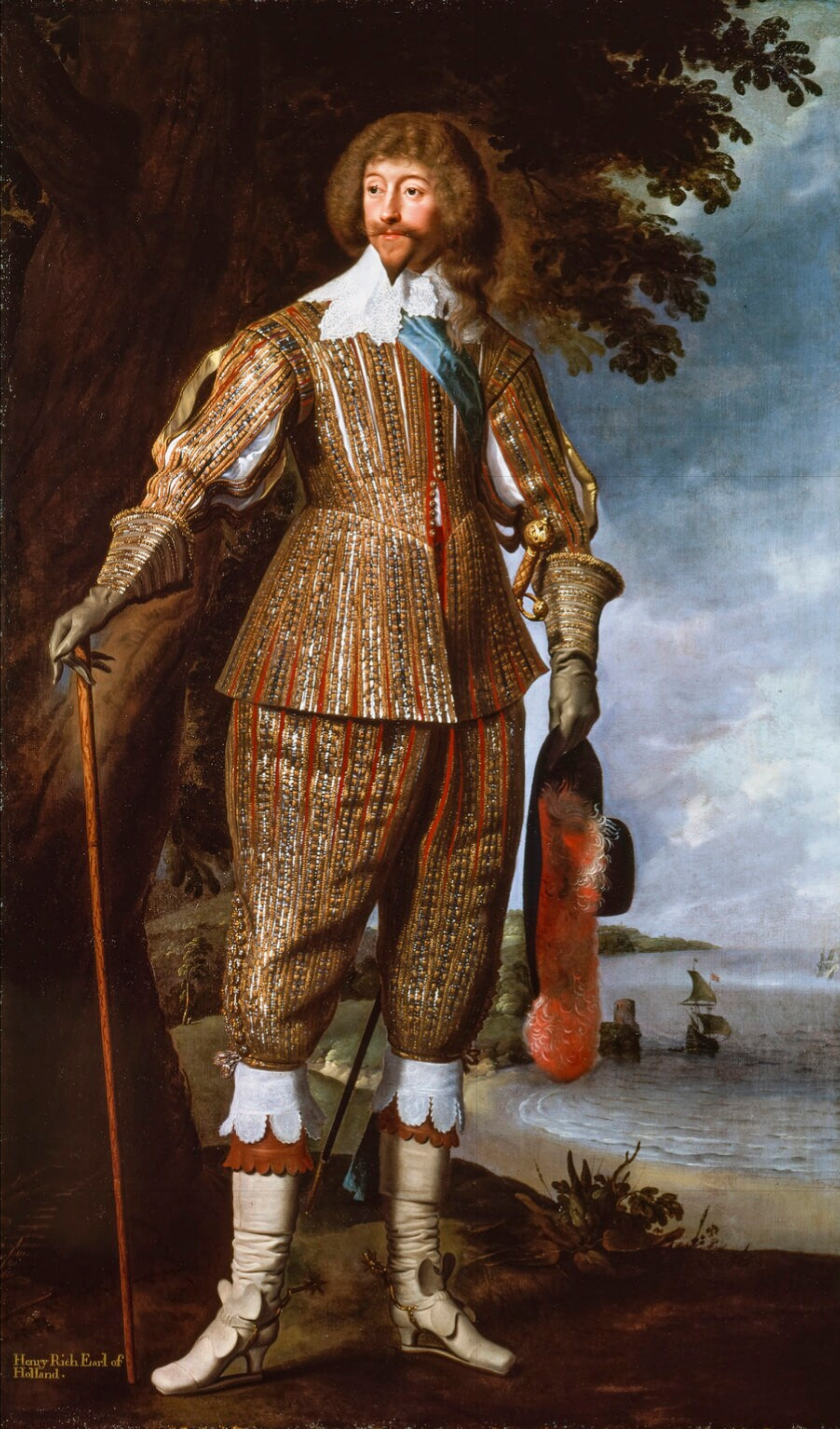
Henry, 1.º Conde de Holland.

Conde de Holland era um título do Pariato da Inglaterra. Foi criado em 1624 para Henry Rich, 1.º Barão Kensington. Ele era o filho mais novo de Robert Rich, 1.º Conde de Warwick, e já havia sido criado Barão Kensington em 1623, também no Pariato da Inglaterra, tendo se casado com Isabelle Cope, filha e única herdeira de Sir Walter Cope (c.1553-1614), do Castelo de Cope em Kensington, Middlesex. Seu filho mais velho, o segundo conde, sucedeu seu primo como quinto conde de Warwick em 1673. Todos os títulos foram extintos com a morte do oitavo conde de Warwick e quinto conde de Holland em 1759 (veja Conde de Warwick para uma descrição mais detalhada da origem dos títulos).
Lady Mary Rich, filha do primeiro Conde de Holland, casou-se com Sir John Campbell, 5.º Baronete, que foi nomeado Conde de Breadalbane e Holland no Pariato da Escócia em 1681. Além disso, Lady Elizabeth Rich, filha única e herdeira do quinto conde de Warwick e segundo conde da Holanda, casou-se com Francis Edwardes. O filho deles, William Edwardes, sucedeu em partes das propriedades de Rich e foi nomeado Barão Kensington no Pariato da Irlanda em 1776.
O nome "Holland" no título se refere à área de Lincolnshire historicamente conhecida como Holland.

## Condes de Holland (1624)
- Henry Rich, 1.º Conde de Holland (1590–1649)
- Robert Rich, 2.º Conde de Holland, 5.º Conde de Warwick (c. 1620–1675)
  - Henrique Rich, Lorde Kensington (1642–1659)
- Edward Rich, 3.º Conde de Holland, 6.º Conde de Warwick (1673–1701)
- Edward Henry Rich, 4.º Conde de Holland, 7.º Conde de Warwick (1697–1721)
- Edward Rich, 5.º Conde de Holland, 8.º Conde de Warwick (1695–1759)